# CONCACAF Caribbean Cup 2024
Der CONCACAF Caribbean Cup 2024 war die zweite Austragung des Wettbewerbs für karibische Vereinsmannschaften. Das Turnier begann am 20. August mit dem ersten Spieltag der Gruppenphase und endete mit den Finalspielen am 26. November und 3. Dezember 2024. Titelverteidiger war der surinamische Verein SV Robinhood, der sich allerdings nicht qualifizieren konnte.
Der jamaikanische Verein Cavalier FC gewann den Wettbewerb aufgrund der Auswärtstorregel durch einen 2:2-Gesamtergebnis in den Finalspielen gegen den Cibao FC aus der Dominikanischen Republik. Damit qualifizierten sich die beiden zusammen mit dem Drittplatzierten, der Real Hope FA aus Haiti, für den CONCACAF Champions Cup 2025. Torschützenkönig wurde der Surinamer Shaquille Stein vom Cavalier FC mit acht Toren. Zum besten Spieler des Wettbewerbs wurde der Jamaikaner Dwayne Atkinson ernannt.

## Modus
Am Caribbean Cup 2024 nahmen zehn Vereine aus fünf karibischen Ländern teil. Der Wettbewerb bestand aus einer Gruppenphase und einer anschließenden Finalrunde. In der Gruppenphase wurden die Mannschaften auf zwei Gruppen mit jeweils fünf Teams verteilt. Innerhalb der Gruppen wurde eine Einfachrunde ausgespielt, bei der jeder Verein zwei Heim- und zwei Auswärtsspiele hatte. Die beiden besten Mannschaften jeder Gruppe erreichten die Finalrunde.
In der Finalrunde wurden vom Halbfinale bis einschließlich des Finals jede Runde mit Hin- und Rückspiel gespielt. Stand es nach beiden Spielen Unentschieden wurde die Auswärtstorregel angewendet. Im Halbfinale folgte danach gleich das Elfmeterschießen, während im Spiel um Platz 3 und im Finale erst noch eine Verlängerung ausgespielt wurde.

## Teilnehmerfeld
Für den Wettbewerb qualifizierten sich die folgenden zehn Mannschaften.
| - Jamaika (Premier League 2023/24) - Cavalier FC - Mount Pleasant FA - Dominikanische Republik (Liga Dominicana 2023) - Cibao FC - Moca FC - Haiti (Ligue Haïtienne 2024) - Real Hope FA - Ouanaminthe FC |  | - Trinidad und Tobago (Premier League 2023/24) - AC Port of Spain - Police FC - Karibik (CFU Club Shield 2024) - Arnett Gardens FC - Grenades FC |

## Gruppenphase
Die Auslosung fand am 6. Juni 2024 in Miami statt. Die zehn Mannschaften wurden nach ihrer Platzierung im CONCACAF Club Ranking von Juni 2024 auf fünf Lostöpfe verteilt und anschließend in zwei Gruppen mit je fünf Teams gelost.
Die Gruppenersten und -zweiten qualifizierten sich für das Halbfinale, die Dritt-, Viert- und Fünftplatzierten schieden aus dem Wettbewerb aus. Bei Punktgleichheit zweier oder mehrerer Mannschaften wurde die Platzierung durch folgende Kriterien ermittelt:
1. Tordifferenz aus allen Gruppenspielen
2. Anzahl Tore in allen Gruppenspielen
3. Anzahl Punkte im direkten Vergleich
4. Tordifferenz im direkten Vergleich
5. Anzahl Tore im direkten Vergleich
6. Niedrigere Anzahl Punkte durch Gelbe und Rote Karten (Gelbe Karte 1 Punkt, Gelb-Rote Karte 3 Punkte, Rote Karte 4 Punkte, Gelbe Karte auf die eine direkte Rote Karte folgt 5 Punkte)
7. Losziehung

### Gruppe A
| Pl. | Verein            | Sp. | S | U | N | Tore    | Diff. | Punkte |
| --- | ----------------- | --- | - | - | - | ------- | ----- | ------ |
| 1.  | Cavalier FC       | 4   | 3 | 0 | 1 | 011:400 | +7    | 09     |
| 2.  | Real Hope FA      | 4   | 2 | 2 | 0 | 005:200 | +3    | 08     |
| 3.  | Police FC         | 4   | 1 | 2 | 1 | 004:600 | −2    | 05     |
| 4.  | Mount Pleasant FA | 4   | 1 | 1 | 2 | 002:500 | −3    | 04     |
| 5.  | Arnett Gardens FC | 4   | 0 | 1 | 3 | 003:800 | −5    | 01     |

| 20. August 2024    |     |                                              |
| Mount Pleasant FA  | 0:2 | Cavalier FC \| Sabina Park (in Kingston)     |
| 22. August 2024    |     |                                              |
| Real Hope FA       | 1:1 | Police FC \| Sabina Park (in Kingston)       |
| 27. August 2024    |     |                                              |
| Arnett Gardens FC  | 1:2 | Mount Pleasant FA \| Sabina Park             |
| 29. August 2024    |     |                                              |
| Cavalier FC        | 4:1 | Police FC \| Sabina Park                     |
| 17. September 2024 |     |                                              |
| Cavalier FC        | 1:2 | Real Hope FA \| Independence Park            |
| 19. September 2024 |     |                                              |
| Police FC          | 2:1 | Arnett Gardens FC \| Hasely Crawford Stadium |
| 25. September 2024 |     |                                              |
| Real Hope FA       | 0:0 | Arnett Gardens FC \| Independence Park       |
| 26. September 2024 |     |                                              |
| Police FC          | 0:0 | Mount Pleasant FA \| Hasely Crawford Stadium |
| 3. Oktober 2024    |     |                                              |
| Arnett Gardens FC  | 1:4 | Cavalier FC \| Independence Park             |
| Mount Pleasant FA  | 0:2 | Real Hope FA \| Sabina Park (in Kingston)    |

### Gruppe B
| Pl. | Verein           | Sp. | S | U | N | Tore    | Diff. | Punkte |
| --- | ---------------- | --- | - | - | - | ------- | ----- | ------ |
| 1.  | Cibao FC         | 4   | 3 | 1 | 0 | 009:400 | +5    | 10     |
| 2.  | Moca FC          | 4   | 3 | 1 | 0 | 008:400 | +4    | 10     |
| 3.  | AC Port of Spain | 4   | 0 | 2 | 2 | 006:800 | −2    | 02     |
| 4.  | Grenades FC      | 4   | 0 | 2 | 2 | 005:700 | −2    | 02     |
| 5.  | Ouanaminthe FC   | 4   | 0 | 2 | 2 | 005:100 | −5    | 02     |

| 21. August 2024    |     |                                                                  |
| Cibao FC           | 0:0 | Moca FC \| Estadio Cibao FC                                      |
| 22. August 2024    |     |                                                                  |
| Ouanaminthe FC     | 1:1 | AC Port of Spain \| Estadio Complejo Deportivo Moca 86 (in Moca) |
| 27. August 2024    |     |                                                                  |
| Moca FC            | 3:2 | AC Port of Spain \| Estadio Complejo Deportivo Moca 86           |
| 28. August 2024    |     |                                                                  |
| Grenades FC        | 1:2 | Cibao FC \| Estadio Cibao FC (in Santiago de los Caballeros)     |
| 17. September 2024 |     |                                                                  |
| AC Port of Spain   | 1:1 | Grenades FC \| Hasely Crawford Stadium                           |
| 18. September 2024 |     |                                                                  |
| Moca FC            | 3:1 | Ouanaminthe FC \| Estadio Complejo Deportivo Moca 86             |
| 24. September 2024 |     |                                                                  |
| Ouanaminthe FC     | 2:2 | Grenades FC \| Estadio Complejo Deportivo Moca 86 (in Moca)      |
| AC Port of Spain   | 2:3 | Cibao FC \| Hasely Crawford Stadium                              |
| 1. Oktober 2024    |     |                                                                  |
| Grenades FC        | 1:2 | Moca FC \| Estadio Complejo Deportivo Moca 86                    |
| Cibao FC           | 4:1 | Ouanaminthe FC \| Estadio Cibao FC                               |

## Finalrunde

### Halbfinale
Die Hinspiele wurden am 23. und 24. Oktober, die Rückspiele am 30. und 31. Oktober 2024 ausgetragen.
|              | Gesamt |             | Hinspiel | Rückspiel |
| ------------ | ------ | ----------- | -------- | --------- |
| Real Hope FA | 2:4    | Cibao FC    | 2:3      | 0:1       |
| Moca FC      | 0:7    | Cavalier FC | 0:0      | 0:7       |

### Spiel um Platz 3
Das Hinspiel wurde am 26. November, das Rückspiel am 3. Dezember 2024 ausgetragen.
|              | Gesamt |         | Hinspiel | Rückspiel |
| ------------ | ------ | ------- | -------- | --------- |
| Real Hope FA | 4:2    | Moca FC | 1:0      | 3:2       |

### Finale
Das Hinspiel wurde am 26. November, das Rückspiel am 3. Dezember 2024 ausgetragen.
|             | Gesamt    |          | Hinspiel | Rückspiel |
| ----------- | --------- | -------- | -------- | --------- |
| Cavalier FC | (a)2:2(a) | Cibao FC | 1:0      | 1:2       |

## Schiedsrichter
Die 28 Spiele wurden von 24 verschiedenen Schiedsrichtern aus 13 Ländern geleitet. Jeweils vier Schiedsrichter stammten aus Jamaika und St. Kitts und Nevis, drei aus der Dominikanischen Republik sowie zwei aus Suriname, Trinidad und Tobago und den USA.
Für das Finale waren Kwinsi Williams aus Trinidad und Tobago (Hinspiel) und der Grenader Reon Radix (Rückspiel) verantwortlich.
| Schiedsrichter    | Land                           | Spiele |     |   |   |
| ----------------- | ------------------------------ | ------ | --- | - | - |
| Sanchez Bass      | St. Kitts und Nevis            | 01     | 001 | 0 | 0 |
| Tristley Bassue   | St. Kitts und Nevis            | 01     | 002 | 0 | 0 |
| Adonis Carrasco   | Dominikanische Republik        | 01     | 003 | 0 | 0 |
| José Corporán     | Dominikanische Republik        | 01     | 001 | 0 | 0 |
| Norberto da Silva | Curaçao                        | 01     | 002 | 0 | 0 |
| Timothy Derry     | Trinidad und Tobago            | 01     | 002 | 1 | 0 |
| Steffon Dewar     | Jamaika                        | 01     | 003 | 1 | 0 |
| Filip Dujic       | Kanada                         | 01     | 004 | 0 | 2 |
| Randy Encarnación | Dominikanische Republik        | 01     | 002 | 0 | 0 |
| Moeth Gaymes      | St. Vincent und die Grenadinen | 01     | 002 | 0 | 0 |
| Shavin Greene     | Guyana                         | 02     | 007 | 0 | 0 |
| Odette Hamilton   | Jamaika                        | 02     | 007 | 0 | 1 |
| Hakeem Harvey     | St. Kitts und Nevis            | 01     | 004 | 0 | 0 |
| Shekiel Jokil     | Suriname                       | 01     | 002 | 0 | 0 |
| Christopher Mason | Jamaika                        | 01     | 003 | 0 | 0 |
| Alyssa Nichols    | Vereinigte Staaten             | 01     | 000 | 0 | 0 |
| Okeito Nicholson  | Jamaika                        | 01     | 003 | 0 | 0 |
| Ken Pennyfeather  | Antigua und Barbuda            | 01     | 002 | 0 | 1 |
| Reon Radix        | Grenada                        | 02     | 006 | 0 | 0 |
| Víctor Rivas      | Vereinigte Staaten             | 01     | 005 | 0 | 0 |
| Sergio Rozenhout  | Suriname                       | 01     | 001 | 0 | 0 |
| José Torres       | Puerto Rico                    | 02     | 006 | 0 | 0 |
| Kimbell Ward      | St. Kitts und Nevis            | 01     | 004 | 1 | 0 |
| Kwinsi Williams   | Trinidad und Tobago            | 01     | 002 | 0 | 0 |
| Gesamt            | Gesamt                         | 28     | 074 | 3 | 4 |